# Martyn Casey

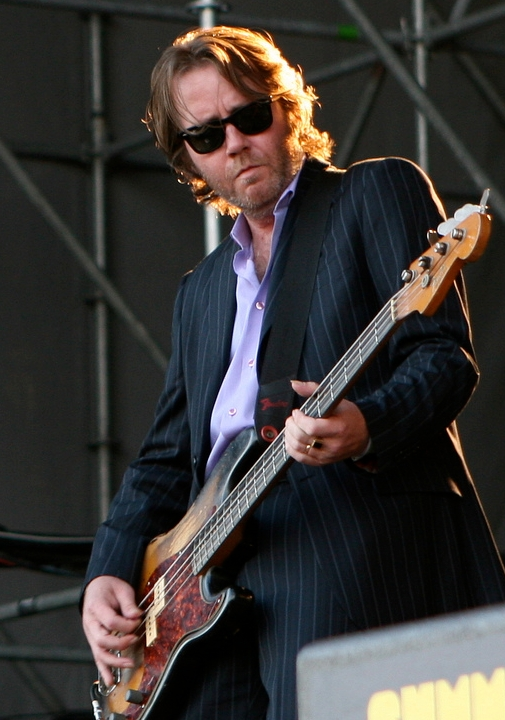
Martyn Casey

Martyn Paul Casey (10 juli 1960) is een Australische basgitarist. Hij is het meest bekend als lid van The Triffids in de jaren '80 of van Nick Cave and the Bad Seeds sinds de jaren '90. Door ziekte nam Casey geen deel aan de tournee in 2024; hij werd vervangen door Colin Greenwood, bassist van Radiohead.
Casey was ook lid van Nick Cave's band Grinderman.